# Volt Slovensko
Volt Slovensko (deutsch Volt Slowakei, Volt) ist eine politische Partei in der Slowakei und der slowakische Zweig von Volt Europa, einer euroföderalistischen und progressiven paneuropäischen politischen Partei und Bewegung, die sich für eine stärkere europäische Zusammenarbeit in ganz Europa einsetzt.

## Programmatik
Erklärtes Ziel der Partei ist es, das Vertrauen in die Politik zurückzugewinnen und mit den alten Strukturen der Politik in der Slowakei zu brechen. Zu diesem Zweck will sich die Partei auf die grenzüberschreitende Zusammenarbeit und Europa konzentrieren, um Probleme wie den Klimawandel oder die wirtschaftliche Erholung nach der COVID-19-Pandemie zu lösen.
Die Partei setzt sich für eine tolerante, offene Gesellschaft und LGBTQ-Rechte ein.
Die Partei unterstützt Sanktionen gegen Russland und Waffenlieferungen an die Ukraine im Zusammenhang mit dem russisch-ukrainischen Krieg.

## Geschichte
Volt Slowakei wurde im Mai 2023 von Rick Zedník und Lucia Kleštincová gegründet und begann den Prozess der offiziellen Registrierung als Partei. Dazu benötigte die Bewegung 10.000 Unterstützungsunterschriften, die sie beim Innenministerium einreichen muss. Im Dezember 2023 gab Volt bekannt, dass sie die erforderlichen Unterschriften gesammelt hatte. Der Gründungsparteitag fand am 3. Februar 2024 in Bratislava statt. Lucia Kleštincová und Rick Zedník wurden zu Ko-Präsidenten gewählt und zusätzlich Zuzana Púčiková als Interims-Ko-Präsidentin für die Kampagne zur Europawahl. Die Partei wurde am 12. Februar 2024 offiziell vom Innenministerium registriert. Volt bereitet sich auf die Teilnahme an den Europawahlen 2024 vor, zu denen sie mit einer Liste von 10 Kandidaten antritt. Spitzenkandidatin ist Lucia Kleštincová, die im November 2023 gewählt wurde.

## Wahlen

### Europawahlen 2024
Die Spitzenkandidatin für die Europawahl 2024 ist Lucia Kleštincová, die im November 2023 gewählt wurde. Auf ihrem Gründungsparteitag am 3. Februar 2024 wurde die komplette Liste der Partei mit 10 Kandidaten gewählt. Sie ist geschlechterparitätisch und alternierend aufgestellt. Das Parteiprogramm ist das von Volt Europa im November 2023 verabschiedete Programm, das von allen nationalen Volt-Parteien geteilt wird.